# Roberto de Assis Moreira
Roberto de Assis Moreira (Porto Alegre, 10 januari 1971) is een voormalig Braziliaans voetballer. Hij is de broer en manager van voormalig voetballer Ronaldinho. 
Assis begon zijn carrière bij Grêmio in 1988 en werd er direct drie keer op rij staatskampioen mee. In 2006 kocht hij de club Lami FC op en herdoopte deze in Porto Alegre FC. 